# 太子町 (大阪府)
太子町（たいしちょう）は、大阪府南河内地域に位置し、南河内郡に属する町。

## 地理
生駒・金剛山地の西麓にある。日本最古の官道といわれる竹内街道が通っている。
- 山: 二上山
- 河川: 飛鳥川

### 隣接している自治体
- 大阪府
  - 羽曳野市、富田林市、南河内郡河南町
- 奈良県
  - 香芝市、葛城市

## 歴史
- 1956年（昭和31年）9月30日 - 磯長村・山田村が合併して発足。
- 1976年（昭和51年）9月26日 - 町花にサツキ、町木にクスノキを選定。「太子町々歌」を制定。

## 行政・議会

### 町長
- 町長：田中祐二（2020年4月就任）

### 町議会
定数は11人。2020年4月1日時点での会派構成は以下の通り。
| 会派名       | 議席数 | 所属党派     |
| ------------ | ------ | ------------ |
| 自由民主党   | 5      | 自由民主党   |
| 日本共産党   | 2      | 日本共産党   |
| 大阪維新の会 | 2      | 大阪維新の会 |
| 公明クラブ   | 1      | 公明党       |
| しなが会     | 1      |              |

### 衆議院
- 選挙区：大阪15区（堺市（美原区）、富田林市、河内長野市、松原市、大阪狭山市、南河内郡）
- 任期：2021年10月31日 - 2025年10月30日
- 投票日：2021年10月31日
- 当日有権者数：390,415人
- 投票率：55.78％

| 当落 | 候補者名   | 年齢 | 所属党派     | 新旧別 | 得票数    | 重複 |
| ---- | ---------- | ---- | ------------ | ------ | --------- | ---- |
| 当   | 浦野靖人   | 48   | 日本維新の会 | 前     | 114,861票 | ○    |
|      | 加納陽之助 | 41   | 自由民主党   | 新     | 67,887票  | ○    |
|      | 為仁史     | 72   | 日本共産党   | 新     | 29,570票  |      |

## 姉妹都市・提携都市

### 国内
- 太子町（兵庫県）
  - 1997年9月11日友好都市提携
- 斑鳩町（奈良県）
  - 1997年9月11日友好都市提携
    - 聖徳太子にゆかりがある地ということで提携された。

## 地域

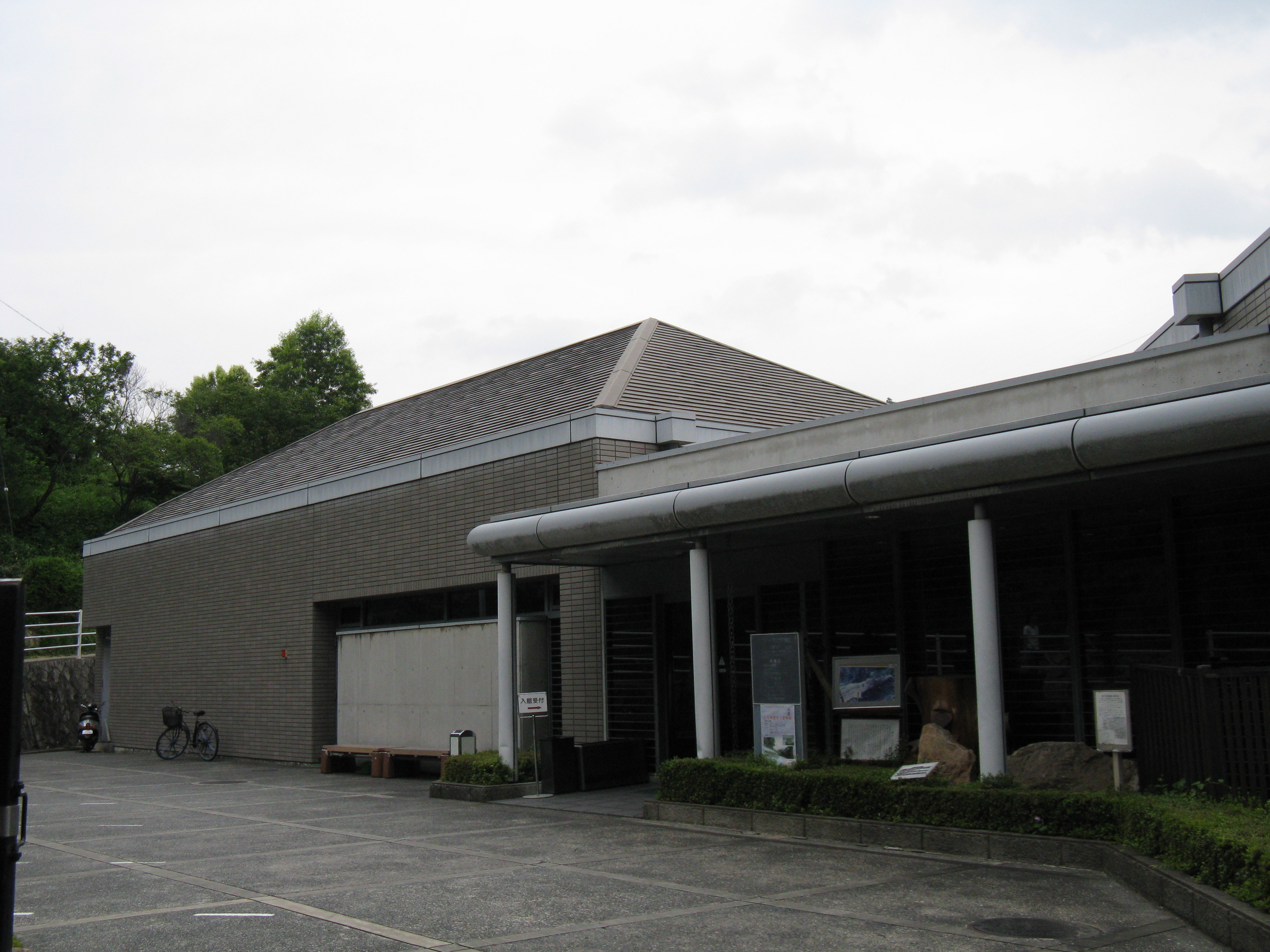
太子町立竹内街道歴史資料館

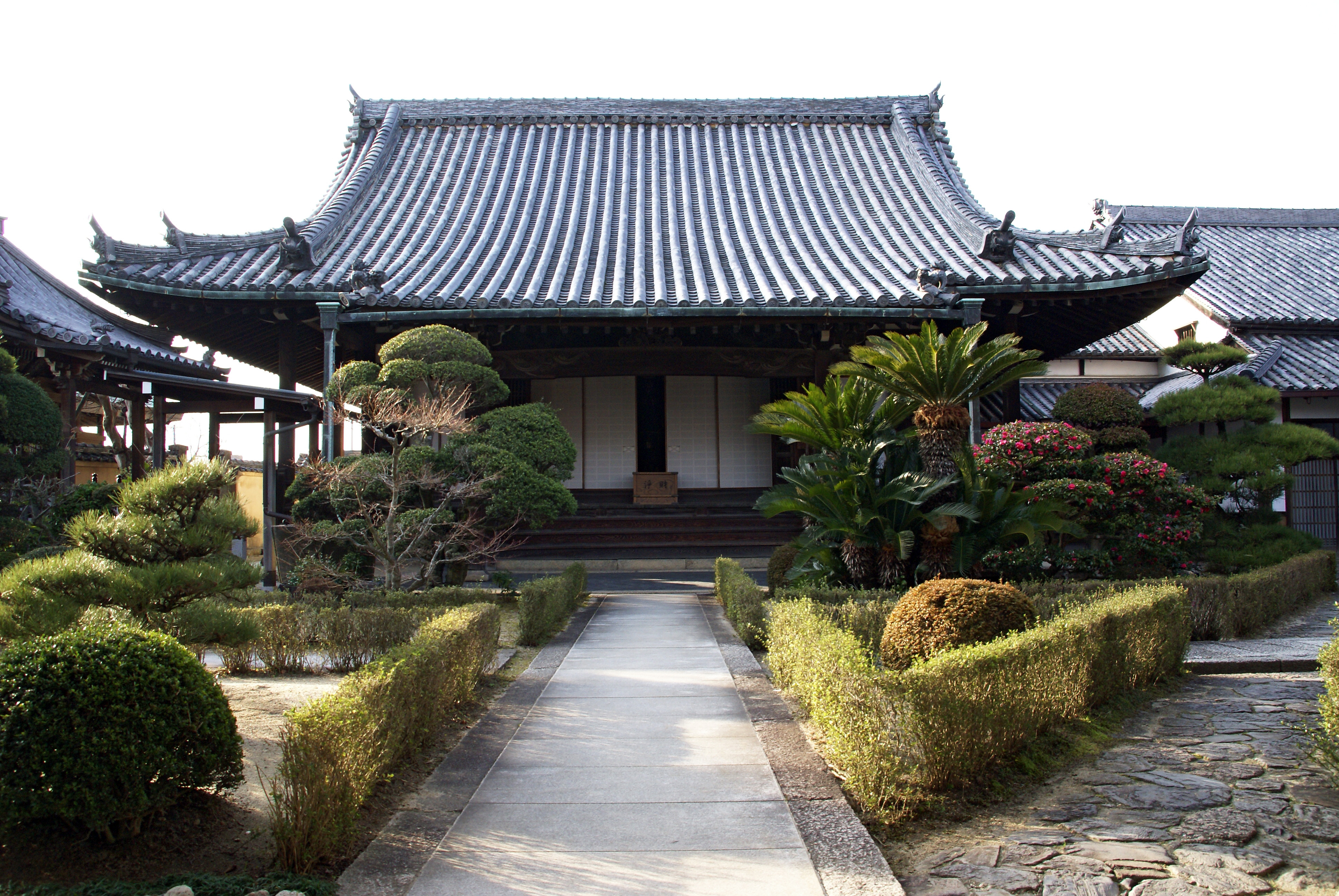
西方院

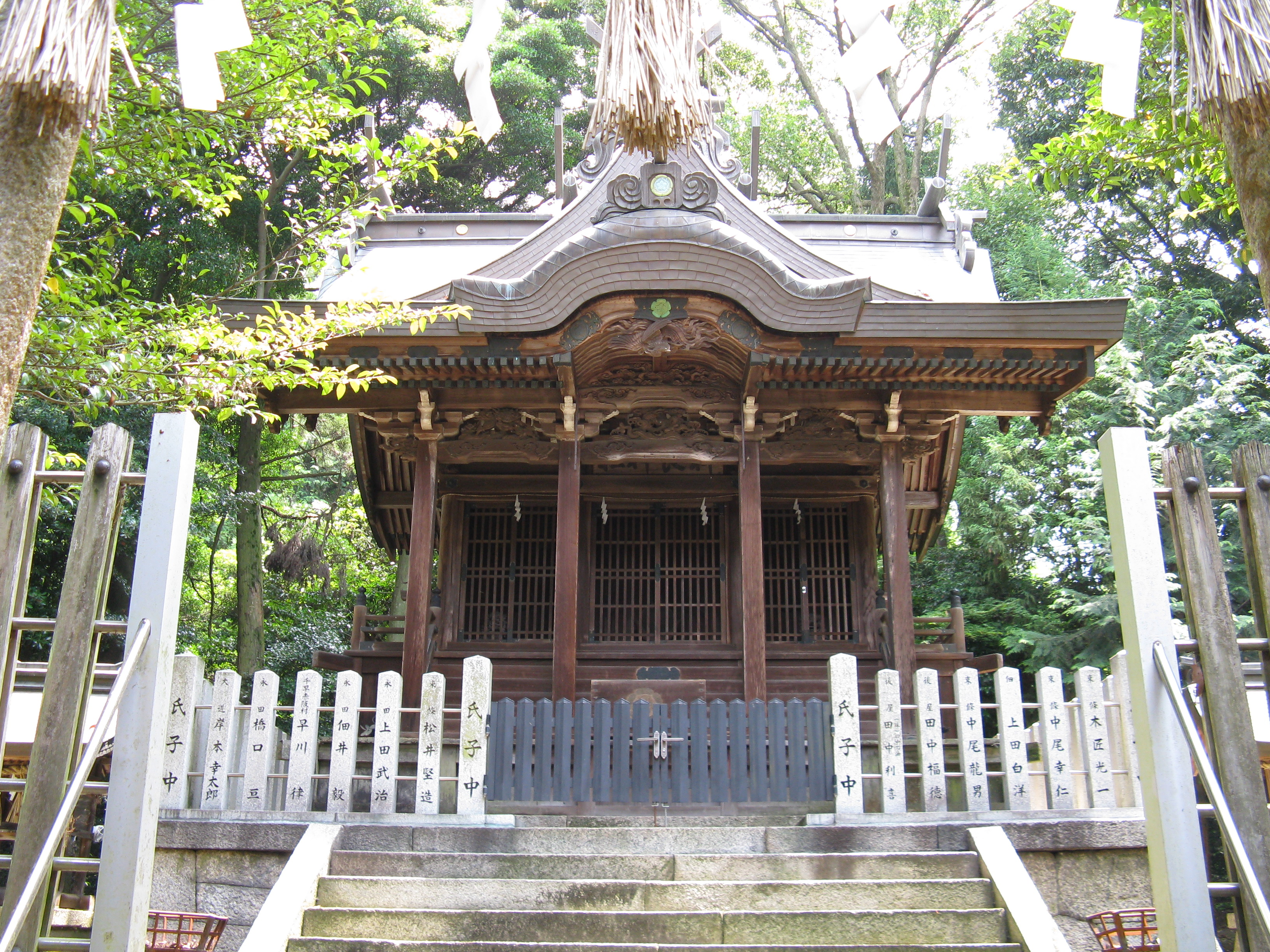
科長神社

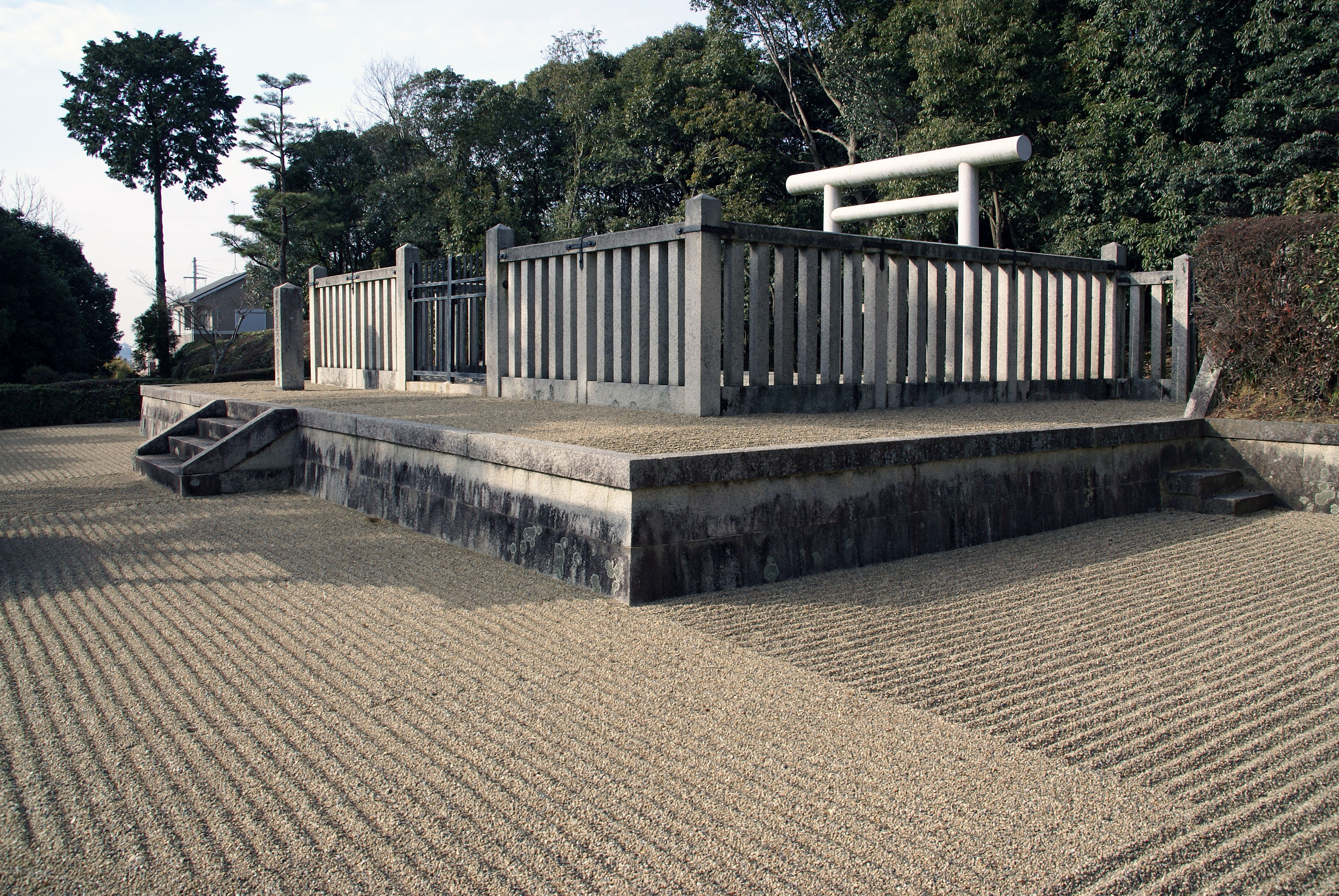
用明天皇陵

### 人口
平成22年国勢調査より前回調査からの人口増減をみると、1.85％減の14,215人であり、増減率は府下43市町村中33位、72行政区域中55位。
| |                                        |  |
| 太子町と全国の年齢別人口分布（2005年） | 太子町の年齢・男女別人口分布（2005年） |  |
| ■紫色 ― 太子町 ■緑色 ― 日本全国 | ■青色 ― 男性 ■赤色 ― 女性              |  |
| 太子町（に相当する地域）の人口の推移 \| 1970年（昭和45年） \| 6,374人 \| \| \| 1975年（昭和50年） \| 7,384人 \| \| \| 1980年（昭和55年） \| 8,741人 \| \| \| 1985年（昭和60年） \| 9,996人 \| \| \| 1990年（平成2年） \| 10,802人 \| \| \| 1995年（平成7年） \| 12,872人 \| \| \| 2000年（平成12年） \| 14,190人 \| \| \| 2005年（平成17年） \| 14,483人 \| \| \| 2010年（平成22年） \| 14,220人 \| \| \| 2015年（平成27年） \| 13,748人 \| \| \| 2020年（令和2年） \| 13,009人 \| \| |                                        |  |
| 総務省統計局 国勢調査より |                                        |  |
| 1970年（昭和45年） | 6,374人                                |  |
| 1975年（昭和50年） | 7,384人                                |  |
| 1980年（昭和55年） | 8,741人                                |  |
| 1985年（昭和60年） | 9,996人                                |  |
| 1990年（平成2年） | 10,802人                               |  |
| 1995年（平成7年） | 12,872人                               |  |
| 2000年（平成12年） | 14,190人                               |  |
| 2005年（平成17年） | 14,483人                               |  |
| 2010年（平成22年） | 14,220人                               |  |
| 2015年（平成27年） | 13,748人                               |  |
| 2020年（令和2年） | 13,009人                               |  |

### 教育
- 幼稚園
  - 太子町立幼稚園
- 小学校
  - 太子町立磯長小学校
  - 太子町立山田小学校
- 中学校
  - 太子町立中学校
- 高等学校
  - 上宮太子高等学校（私立）

日本郵政グループ
（2012年12月現在）
- 日本郵便株式会社
  - 磯長（しなが）郵便局（春日） - ゆうちょ銀行ATMのホリデーサービス実施局。

※太子町内の郵便番号は「583-09xx」で、集配業務は藤井寺郵便局（藤井寺市藤ヶ丘）が担当している。

### 町・字
括弧内に旧村名が記されているのは、太子町成立時からの大字
| - 春日（旧磯長村） - 太子（旧磯長村） - 葉室（旧磯長村） |  | - 畑（旧山田村） - 山田（旧山田村） - 聖和台1 - 4丁目（1990年春日・太子の各一部より成立） |

## 交通

### 鉄道路線
- 近鉄南大阪線が通っているが、町内には駅はない。最寄駅は同線の上ノ太子駅（羽曳野市）または近鉄長野線の喜志駅（富田林市）。

### バス
- 4市町村コミバス（富田林市、太子町、河南町及び千早赤阪村地域公共交通活性化協議会が運営）
金剛バスが2023年12月20日の運行をもってバス事業を廃止したため、翌日より運行を開始。喜志駅（富田林市）と太子町内を結ぶ「喜志循環線」を運行（当路線は近鉄バスに委託）。
- たいしのってこバス（太子町コミュニティバス） 

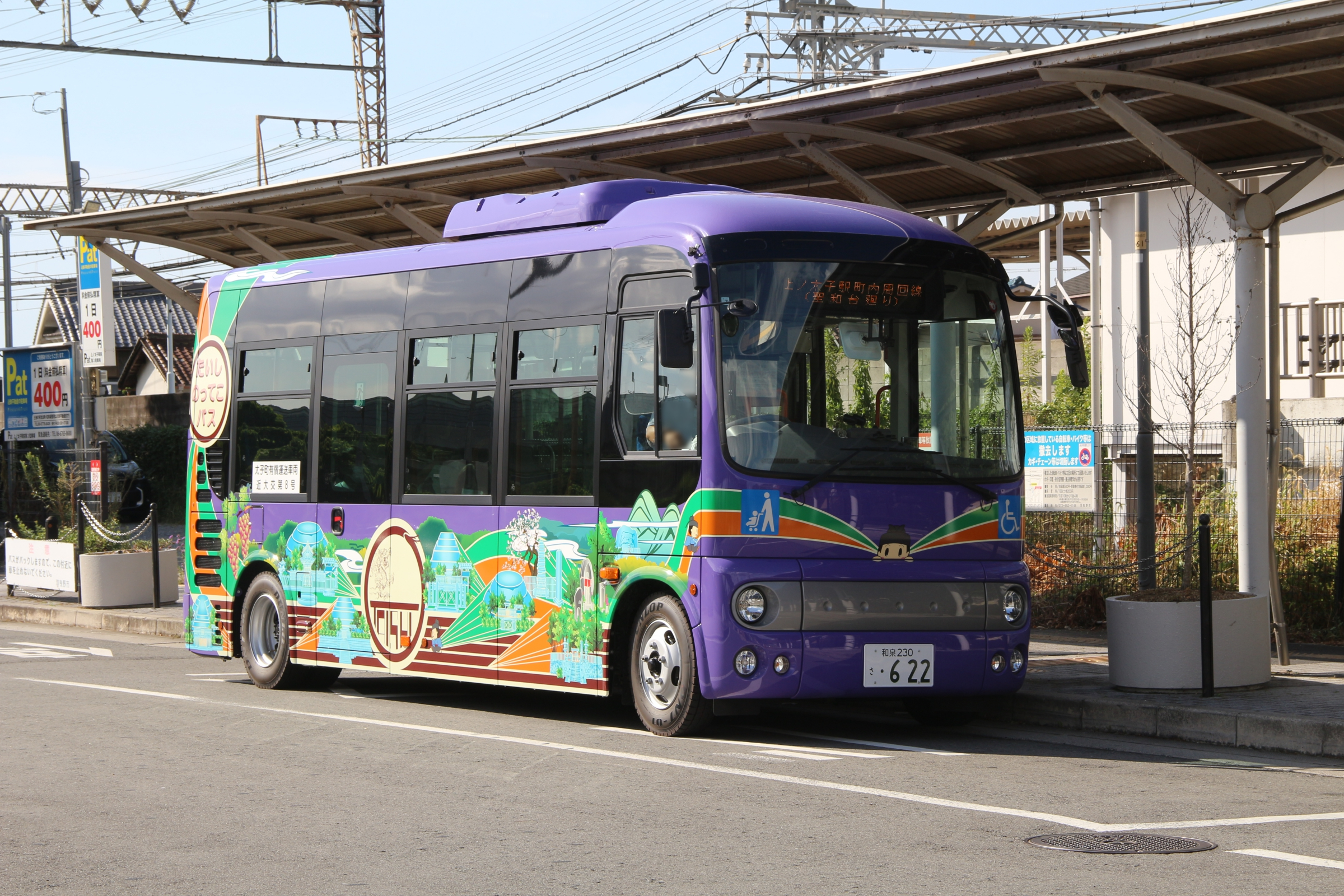
2024年8月26日よりリニューアルされたたいしのってこバス車両

2024年8月26日よりリニューアルされたたいしのってこバス車両自家用有償旅客運送での運行。実際の運行は大阪第一交通に委託。上ノ太子駅（羽曳野市）発着路線を中心に金剛バスの廃止路線代替も兼ねる。

### 道路
- 高速道路
  - 南阪奈道路（太子インターチェンジ）
- 一般国道
  - 国道166号（竹内街道）
- 主要地方道
  - 大阪府道27号柏原駒ヶ谷千早赤阪線
  - 大阪府道32号美原太子線
  - 大阪府道33号富田林太子線
- 広域農道
  - 南河内フルーツロード（金剛広域農道）

## 著名な出身者
- 西川佳明（元プロ野球選手）
- 前田大然（プロサッカー選手）
- 牧山巧樹（ラグビー選手）

## 名所・旧跡・観光スポット・祭事・催事
- 敏達天皇陵
- 用明天皇陵
- 推古天皇陵
- 孝徳天皇陵
- 聖徳太子廟
  - 上記5つの古墳は、梅の花びらになぞらえて「梅鉢御陵」と総称されている。また、天皇陵の数は羽曳野市と並んで大阪府内で最も多い。
- 二子塚古墳
- 太子町立竹内街道歴史資料館
- 科長神社 - 小野妹子の墓所。
- 西方院 - 新西国三十三箇所観音霊場第8番
- 叡福寺 - 通称「上之太子」。聖徳太子の墓所。新西国三十三箇所観音霊場客番
- 正泉寺 - 真宗大谷派の寺院。山門には、伊達弥十郎翁記念碑がある。
- 仏陀寺 - 浄土真宗本願寺派の寺院。境内には、蘇我倉山田石川麻呂の墓と伝えられる仏陀寺古墳がある。
- 林光寺
- 伽山古墓

### マスコットキャラクター
- たいしくん - 2009年にデビューした町のマスコットキャラクター。聖徳太子をモチーフにしているものの、ヒゲのない可愛らしい姿である。太子町の観光大使を務めている。実は、一般的に思い浮かべる太子像により近いデザインのヒゲを蓄えた初代がいたが、諸事情により2代目の登場となった。